# Abgar VII
Abgar VII bar Izât (... – 116) è stato un sovrano di Osroene, con capitale ad Edessa di Mesopotamia, dal 109 al 116.
All'epoca della campagna partica di Traiano, Abgar gli inviò dei doni, poi gli fornì del sostegno, divenendone alleato.

## Biografia
Secondo lo storico antico Arriano, Abgar VII riacquistò il suo impero dal re partico Pacoro II per una grossa somma di denaro intorno al 109. Quando l'imperatore romano Traiano volle intraprendere una campagna contro i Parti, Abgar gli inviò dei doni ad Antiochia nell'inverno del 113. Con questo gesto Abgar volle dimostrare la sua relazione amichevole con Roma. Tuttavia, evitò un incontro personale con Traiano per paura dei Parti e cercò di rimanere neutrale. Nel 114, inviò a Traiano il figlio adolescente Arbandes, che si guadagnò ben presto l'affetto dell'imperatore, secondo Cassio Dione grazie alla sua eccezionale bellezza. [Quando Traiano, che a quanto pare non si fidava delle assicurazioni di fedeltà di Abgar, avanzò contro Edessa verso la fine del 114, Abgar gli andò incontro di persona con ricchi doni e seppe giustificare il suo comportamento ambiguo in modo tale da essere trattato amichevolmente dall'imperatore. Si occupò quindi del benessere fisico di Traiano a Edessa.
Quando Traiano stava tornando in Occidente dopo la conquista di Ctesifonte, gli abitanti di Edessa si unirono a una rivolta generale dei mesopotamici nel 116, nel corso della quale le guarnigioni romane furono distrutte o scacciate. Tuttavia, il comandante romano Lusio Quieto conquistò Edessa e fece saccheggiare e bruciare la città. Non si sa nulla del comportamento di Abgar in questa rivolta, né se sia stato ucciso durante il processo.

### Fonti primarie
- Cassio Dione Cocceiano, Storia romana,  lxviii.18.21.

### Fonti secondarie
- Smith, William, Dictionary of Greek and Roman Biography and Mythology,  "Abgarus (4)" (archiviato dall'url originale il 28 luglio 2005)., Boston, (1867)